# Patrick Chauvet (monsenhor)
Monsenhor Patrick Chauvet (Paris, 11 de outubro de 1951) é um sacerdote católico francês, atual pároco da Igreja de la Madeleine em Paris. Antes foi arcipreste-reitor da Catedral de Notre-Dame de Paris de 2016 até 2022.